# Marian Górecki
Marian Górecki (ur. 2 maja 1903 w Poznaniu, zm. 22 marca 1940 w Stutthofie) – błogosławiony Kościoła katolickiego, polski duchowny katolicki, prezbiter, męczennik.

## Życiorys

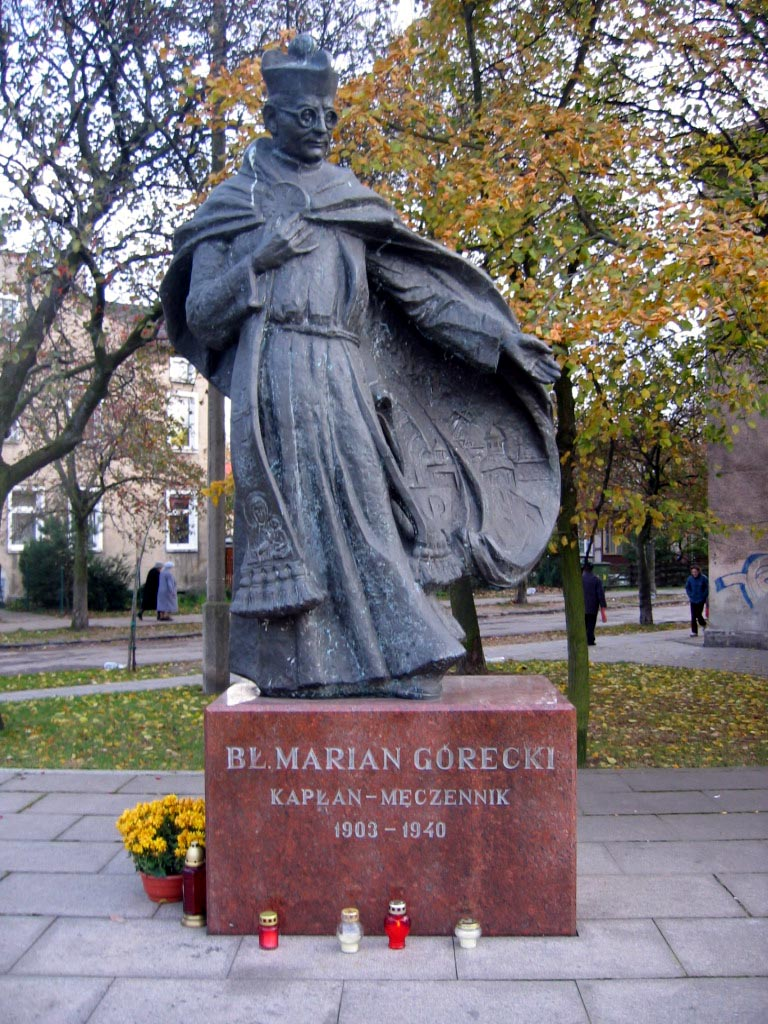
Pomnik bł. Mariana Góreckiego w Nowym Porcie, poświęcony 23 lutego 2002

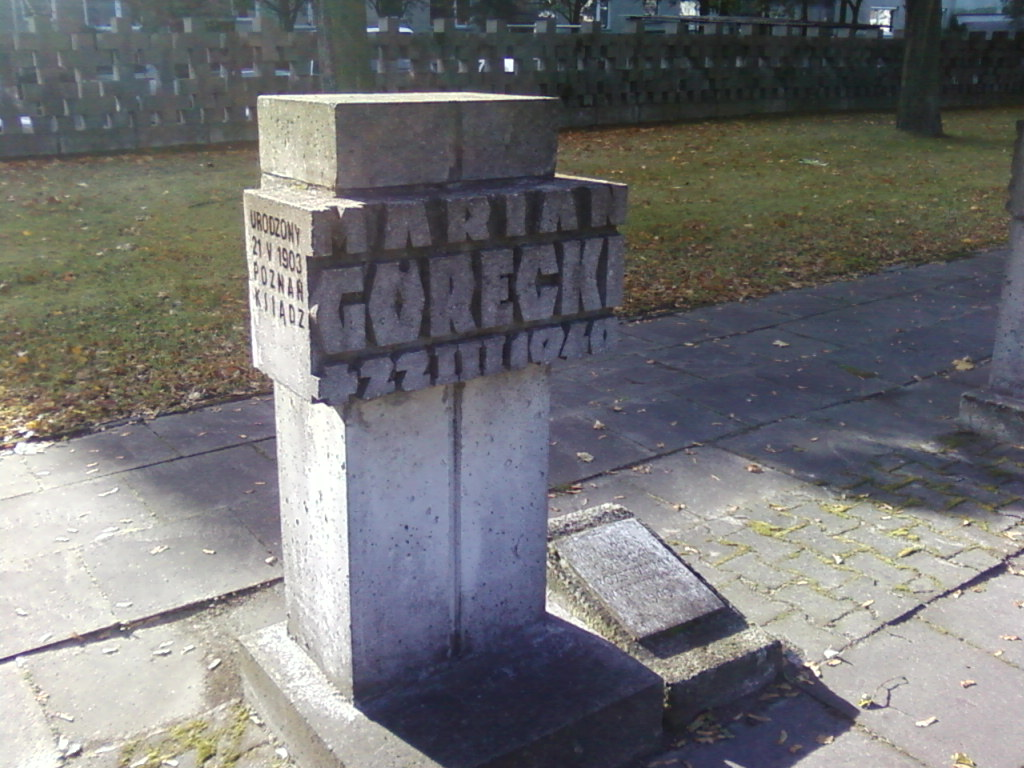
Nagrobek Mariana Góreckiego

Marian Górecki był synem Tomasza i Petroneli z Szekiełdów. Edukację szkolną rozpoczął mając sześć lat. Skończywszy 13 lat przyjął sakrament bierzmowania (obrał za patrona św. Walentego). Po ukończeniu szkoły powszechnej rozpoczął naukę w gimnazjum. Mając 17 lat wstąpił jako ochotnik do wojska, by walczyć w wojnie polsko-bolszewickiej. Następnie powrócił do szkoły i po zdanej maturze wstąpił do Arcybiskupiego Seminarium Duchownego w Poznaniu. Pełnił tam funkcję ceremoniarza. 1 lipca 1928 otrzymał święcenia kapłańskie. Pracował najpierw jako wikariusz w Lesznie, a następnie jako prefekt w Seminarium Nauczycielskim w Koźminie i Wolsztynie. Pełnił także funkcję kapelana harcerzy.
W 1933 roku został skierowany do pracy w diecezji gdańskiej, gdzie opiekował się tamtejszą Polonią. Pracował z młodzieżą i polskimi stowarzyszeniami. Był także prefektem w Gimnazjum Polskim Macierzy Szkolnej w Gdańsku oraz rektorem kaplicy MB Częstochowskiej w Gdańsku Nowym Porcie. Przez dwa lata był również kapelanem pomocniczym Wojskowej Składnicy na Westerplatte.
1 września 1939 roku został aresztowany i następnego dnia przewieziony do niemieckiego obozu koncentracyjnego Stutthof (w Sztutowie). Wszedł w skład 40-osobowej grupy księży i nauczycieli, którzy pracowali wieczorem i nocą rozbudowując obóz. Pracował także przy wyrębie drzewa oraz jako szklarz. W obozie za śpiewanie kolęd ukarano go pracą przy odśnieżaniu. W Niedzielę Palmową 1940 roku trafił do kompanii karnej. 21 marca 1940 (Wielki Czwartek) brał udział w pierwszej nielegalnej obozowej mszy świętej, podczas której przyjął Komunię św. Następnego dnia wraz z 66 osobami (m.in. z ks. Bronisławem Komorowskim) został rozstrzelany. W 1946 r. dokonano ekshumacji wówczas zabitych osób i pochowano je na Cmentarzu Zasłużonych na Zaspie.
Wspomnienie liturgiczne o nim obchodzone jest 12 czerwca.
Został beatyfikowany przez Jana Pawła II 13 czerwca 1999 w grupie 108 błogosławionych męczenników II wojny światowej.
W 2001 jeden placów w gdańskiej dzielnicy Nowy Port został nazwany pl. ks. Mariana Góreckiego. W 2002 odsłonięto tu jego pomnik.